# نان شور
نان شور (عربی: خبز ملوح) که با نام رشوش هم شناخته می‌شود، نوعی نان تخت یمنی است که در تنورهای سنتی پخته می‌شود و متعلق به آشپزی یمنی است. یک نان مشابه به نام مالاواخ توسط یهودیان یمنی به اسرائیل برده شد.
این نان به‌طور سنتی در روزهای تعطیل هفته و هنگام صبحانه با روغن حیوانی گی و عسل صرف می‌شود.